# Tuberculobasis guarani
Tuberculobasis guarani là một loài chuồn chuồn kim trong họ Coenagrionidae.
Tuberculobasis guarani được miêu tả khoa học năm 2009 bởi Machado.